# DHRS7B
DHRS7B (англ. Dehydrogenase/reductase 7B) – білок, який кодується однойменним геном, розташованим у людей на короткому плечі 17-ї хромосоми. Довжина поліпептидного ланцюга білка становить 325 амінокислот, а молекулярна маса — 35 119.
| 10         |  | 20         |  | 30         |  | 40         |  | 50         |
| ---------- |  | ---------- |  | ---------- |  | ---------- |  | ---------- |
| MVSPATRKSL |  | PKVKAMDFIT |  | STAILPLLFG |  | CLGVFGLFRL |  | LQWVRGKAYL |
| RNAVVVITGA |  | TSGLGKECAK |  | VFYAAGAKLV |  | LCGRNGGALE |  | ELIRELTASH |
| ATKVQTHKPY |  | LVTFDLTDSG |  | AIVAAAAEIL |  | QCFGYVDILV |  | NNAGISYRGT |
| IMDTTVDVDK |  | RVMETNYFGP |  | VALTKALLPS |  | MIKRRQGHIV |  | AISSIQGKMS |
| IPFRSAYAAS |  | KHATQAFFDC |  | LRAEMEQYEI |  | EVTVISPGYI |  | HTNLSVNAIT |
| ADGSRYGVMD |  | TTTAQGRSPV |  | EVAQDVLAAV |  | GKKKKDVILA |  | DLLPSLAVYL |
| RTLAPGLFFS |  | LMASRARKER |  | KSKNS      |  |            |  |            |

A: Аланін

C: Цистеїн

D: Аспарагінова кислота

E: Глутамінова кислота

F: Фенілаланін

G: Гліцин

H: Гістидин

I: Ізолейцин

K: Лізин

L: Лейцин

M: Метіонін

N: Аспарагін

P: Пролін

Q: Глутамін

R: Аргінін

S: Серин

T: Треонін

V: Валін

W: Триптофан

Кодований геном білок за функцією належить до оксидоредуктаз. 
Білок має сайт для зв'язування з НАД, НАДФ. 
Локалізований у мембрані, ендоплазматичному ретикулумі.